# Lunettes
Pour les articles homonymes, voir lunette.

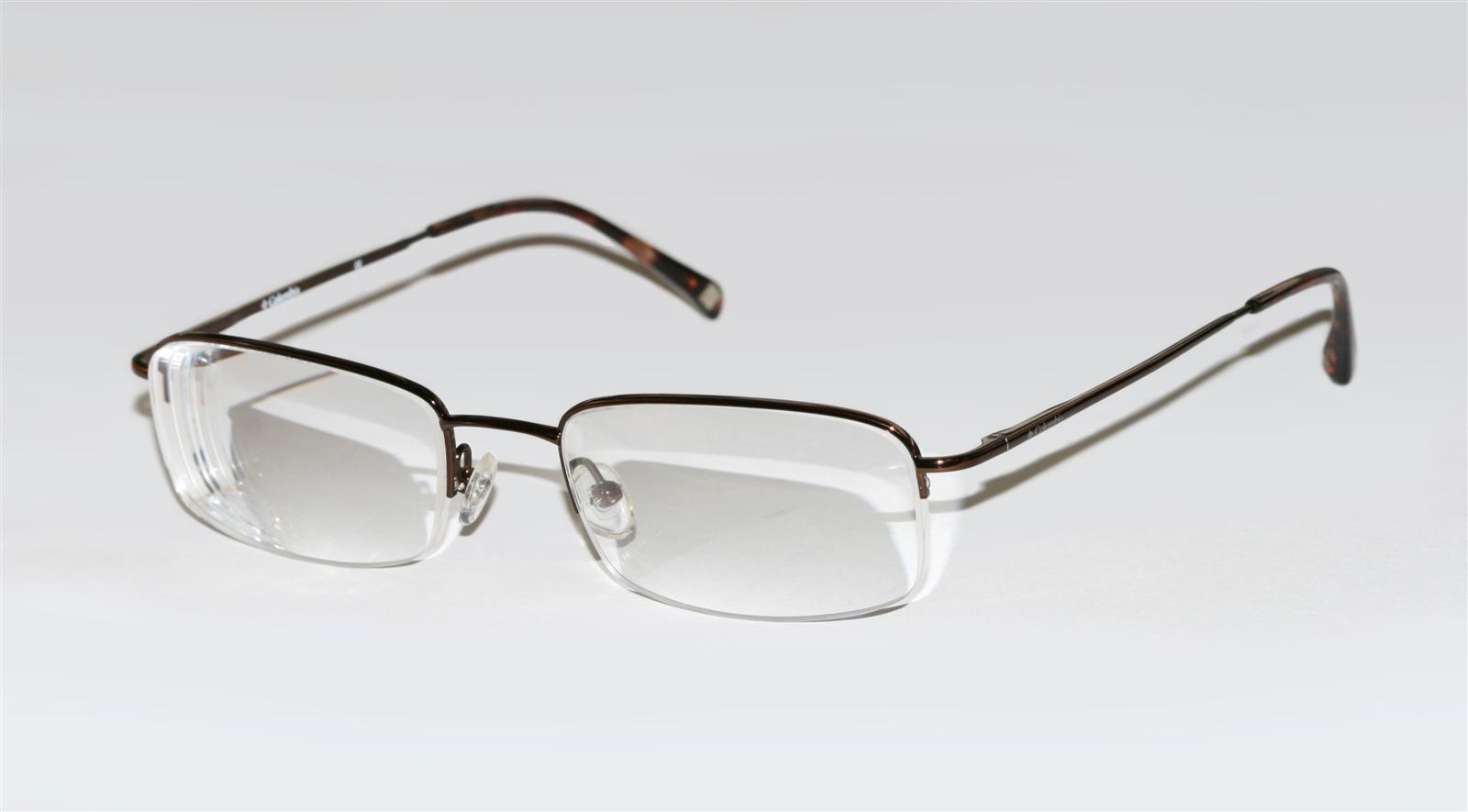
Une paire de lunettes.

Les lunettes sont un instrument permettant de pallier les défauts visuels ou de protéger les yeux . Une paire de lunettes est constituée d'une monture sur laquelle sont fixés des verres correcteurs ou protecteurs et reposant sur le nez  et sur les oreilles par deux branches (80 % du poids des lunettes reposant sur le nez).

## Étymologie
Le terme « lunette » et son pluriel « lunettes » date du XIIIe siècle. C’est un diminutif de « lune » (de l'indo-européen commun *leuk- [« briller, luire »] via le latin luna), avec le suffixe -ette, à cause de son analogie de forme avec la plaque de métal poli du miroir circulaire, qui portait alors ce nom.

## Description et typologie

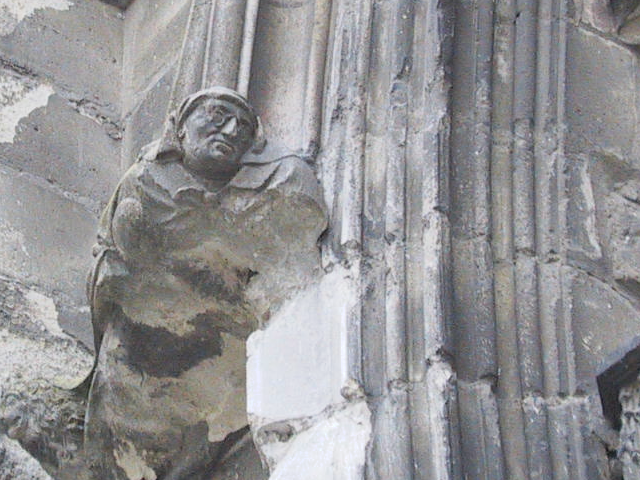
Moine aux lunettes, sculpture de la cathédrale de Meaux.

Les verres correcteurs sont enchâssés sur une monture reposant sur le nez. La monture est une armature composée de la face et de deux branches. La face est constituée de deux cercles et d'un pont muni de plaquettes, appelé aussi nez. Les branches, posées sur les oreilles, assurent la stabilité des lunettes : équipées de charnières pour être repliées, elles sont munies à leur extrémité d'un embout ou manchon formant le crochet (partie recourbée et flexible) destiné à protéger la peau derrière l'oreille.
Dans une monture plastique, la face est constituée d'une seule partie. Dans une monture en métal, les verres sont montés au niveau du drageoir des cercles ménisqués. Sur le côté des faces sont fixées les charnières qui lient la branche soit directement au cercle soit au tenon (appelé aussi oreille, cet élément s'ajoute au cercle pour que la largeur des lunettes soit équivalente à la largeur du crâne). Le nez joignant les deux cercles sert éventuellement d'appui sur le nez (nez-pont, nez-selle ou 2 plaquettes).
La monture peut être faite de divers matériaux : acier, alliage de type maillechort ou cupro-nickel, plastique ou matériau naturel de type corne ou écaille. Il existe trois types de montages des verres :
- monture classique ou « cerclée » : le cercle entoure totalement le verre ;
- monture Nylor : le cercle n’entoure pas totalement le verre, qui est retenu par un fil de nylon très solide sur une partie du verre ;
- lunettes percées dites « sans monture » : les branches et le pont sont reliés aux verres par un système de perçage.

Par le passé, il existait des lunettes sans branches (peu courantes aujourd'hui, sauf cas d'excentricité) :
- le lorgnon monocle ;
- le lorgnon binocle, appelé pince-nez lorsqu'il est maintenu sur le nez par un ressort ;
- le face-à-main et la lorgnette de théâtre qui sont pourvus d'un manche.

Il existe également des lunettes de protection (dont les solaires). Elles peuvent avoir un rôle de parure.

### Nettoyage des verres
Le rinçage à l'eau sans toucher les verres retire les particules. La mise de quelques gouttes de produit nettoyant entre le pouce et l'index d'une main permet d'appliquer sur les verres mouillés le produit sans crissement. Le rinçage à l'eau du produit puis le soufflage qui retire les gouttes d'eau permettent la propreté sans aucune rayure.
Le nettoyage avec toutes les sortes de tissu des verres correcteurs sont à l'origine des rayures à cause des frottements.

## Histoire

### De l'Antiquité au Moyen Âge

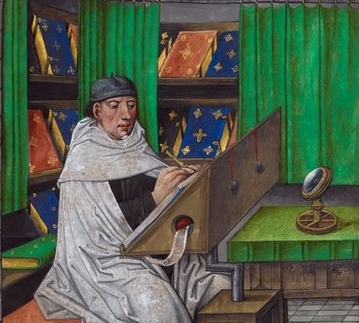
Miniature de Vincent de Beauvais, ce frère dominicain parlant dans ses écrits de la « pome de béricle ». Une pierre de lecture est posée derrière son pupitre.

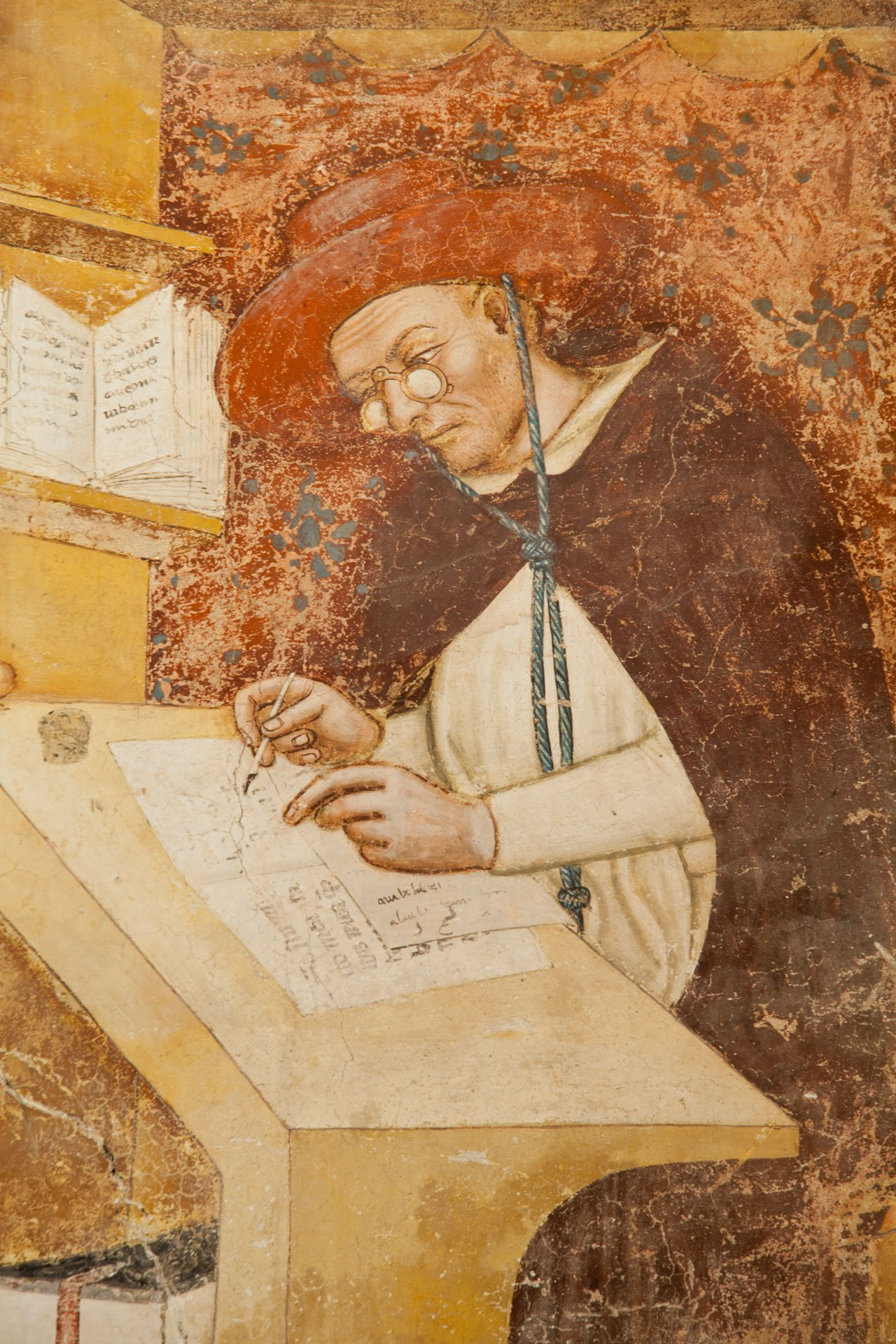
première représentation connue (1352) de lunettes, que le peintre Tommaso da Modena met anachroniquement sur le nez de Hugues de Saint-Cher).

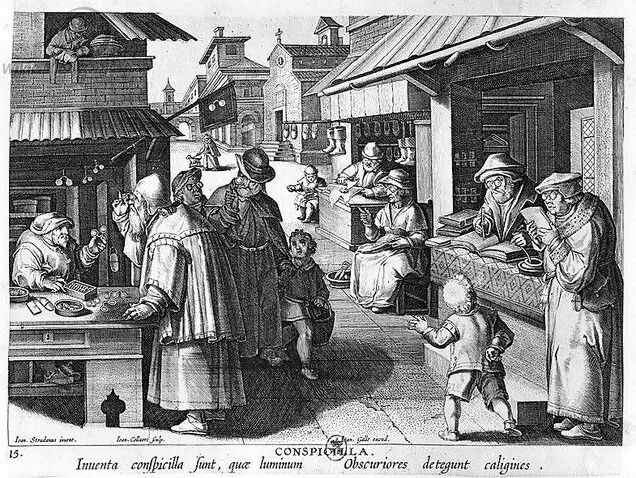
Une échoppe vénitienne, tenue par un marchand de lunettes signalé par son enseigne parlante, au XVIe siècle. La scène satirique montre que les besicles sont à la mode (gravure de Stradan dans sa série des).

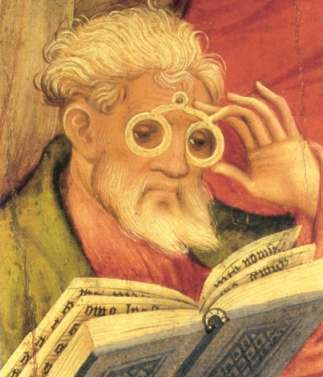
Anachronisme de l'apôtre « aux lunettes » de Conrad von Soest (1404).

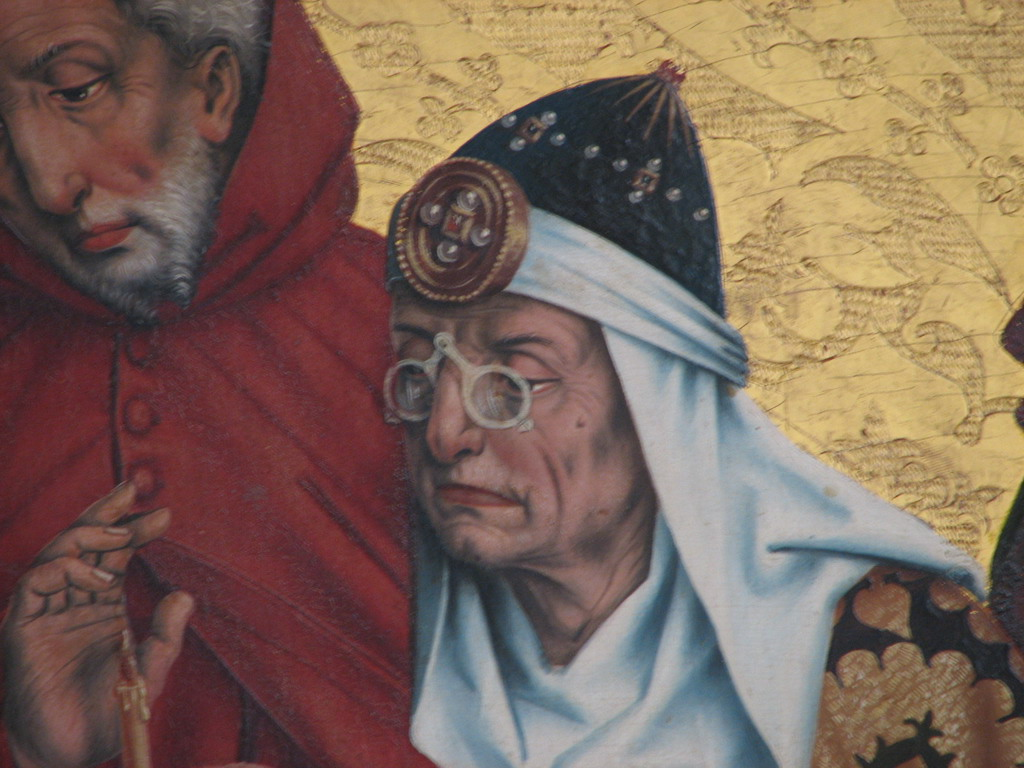
« Besicles clouantes » au Moyen Âge (1466), retable des 12 apôtres (Rothenburg, Allemagne).

Les loupes sont connues dès l'antiquité grecque. La première mention indiscutable de l'objet est une blague dans Les Nuées d'Aristophane (424 av. J.-C.) . Au Ier siècle, le philosophe Sénèque constate qu'un objet observé à travers un ballon de verre rempli d'eau apparaît plus gros et permet de lire plus commodément. À la même époque, Pline l'Ancien décrit l'utilisation d'une émeraude par l'empereur Néron pour suivre les combats de gladiateurs ; il est possible que ce soit là une lentille optique pour corriger un défaut de vision, mais l'usage de l'émeraude peut s'expliquer également par la croyance en la vertu de la couleur, voire de la pierre elle-même.
Le Moyen Âge voit se développer, dans les monastères en particulier, l'usage de la pierre de lecture, loupe grossissante posée sur le texte écrit, destinée à agrandir le module d'écriture, voire combattre les effets de la presbytie. Cette « pierre à lire » est attestée dès l'Antiquité à Suse. Elle est aussi appelée aussi « pierre de béricle » ; c'est un petit bloc convexe taillé dans une pierre polie, cristal de roche ou pierre lumineuse de béryl, dont le nom a donné celui de « béricle », puis « besicles », ainsi que « brille » en allemand. Les verres au Moyen Âge comportent trop d'impuretés et donnent des lentilles manquant de transparence. Abbas Ibn Firnas, berbère andalou du IXe siècle, met au point la technique de taille du cristal de roche qui permet d'obtenir cette transparence. Les travaux d'Alhazen, fondateur de l'optique physiologique, autour de l'an mille, donnent un fondement scientifique à cette pratique. Son traité a été traduit en latin au XIIe siècle, peu avant l'invention des lunettes de correction de la vue en Italie, sans que le lien entre les deux événements soit cependant clairement attesté. Avant d'être en verre, les « pierres de lecture » étaient réalisées en pierre semi-précieuse (lentille surfacée de béryl) ou en cristal de roche, la technique de fabrication du verre produisant encore trop de bulles et d'impuretés.
Le moine franciscain Roger Bacon s'appuie sur les travaux d'Alhazen pour expérimenter des « pierres de lecture » en verre : dans son Opus Majus de 1268, il apporte la preuve scientifique que le surfaçage particulier de verres lenticulaires permet d'agrandir les petites lettres. Son invention aurait été vulgarisée par les moines dominicains Allessandro della Spina et Giordano da Pisa (Jourdain de Pise) rencontrés lors de son séjour à Pise. Au XIIIe siècle la lunetterie et l'ophtalmologie se développent en Italie, mais il n'est pas possible d'attribuer cette invention à une personne,. On sait seulement que les premières bésicles, lunettes sans branches qui se fixent sur le nez et capables de corriger la presbytie et l'hypermétropie, apparaissent à Venise à la fin du XIIIe siècle, et qu'à cette même époque la qualité du verre cesse d'être un problème, les verriers réussissant si bien à « fabriquer du verre aussi transparent que le cristal (...) que les cristalliers obtinrent en 1302 l'autorisation d'utiliser le verre optique pour la lecture ».
Les « besicles », « besicles clouantes » ou simplement « clouants », sont un objet lourd, consistent en une paire de lentilles convexes rondes, en verre de Murano aux qualités optiques supérieures, enchâssées dans des cercles en bois, en corne ou en cuir, et attachées individuellement à des manchons rivetés par un clou. Principalement utilisées par les moines copistes, elles permettent la vision binoculaire mais n'améliorent que la presbytie. Elles symbolisent progressivement l'érudition, de nombreuses œuvres d'art représentant philosophes, moines ou médecins, qui les portent (quand bien même seraient-ils morts bien avant cette invention). L’invention de l’imprimerie accroît la demande en lunettes qui servent de reconnaissance à certaines professions (orfèvres, notaires, marchands, apothicaires) et de prestige à leur porteur (lettrés, tenants de l'autorité). Au XVe siècle, les besicles évoluent avec le remplacement du clou par un pont qui peut être en bois, en métal, en corne, en cuir, en écaille de tortue ou en fanon de baleine : ce sont les « besicles à pont arrondi ». Elles seront munies, dans les siècles suivants, d'un ruban noué derrière le crâne ou d'une ficelle autour de l'oreille pour assurer un meilleur maintien.

### Après le Moyen Âge
Les verres concaves apparaissent pour les myopes à Florence vers 1440 où ils sont probablement destinés aux princes se livrant à la chasse ou à la guerre. Ils sont mentionnés pour la première fois le 25 août 1451 dans une lettre datée de Ferrare et adressée à Cosme de Médicis, et leur première description se trouve dans le De Beryllo de Nicolas de Cues, paru en 1458.
En 1645,  Jacques Bourgeois améliore les besicles en imaginant des verres concaves d'un côté de l'œil et convexes de l'autre. En 1728, l'opticien anglais Edward Scarlett (en) crée les premières montures avec de courtes branches terminées par un anneau métallique (parfois recouvert de velours) qui se plaque sur les tempes : ces « lunettes à tempes » sont portées essentiellement par les nobles, les courtes branches permettant le retrait des lunettes sans déranger la perruque. Lorsque la perruque cesse d'être à la mode, Scarlett innove encore en rallongeant les branches et en les courbant aux extrémités de façon qu'elles se fixent derrière les oreilles : les lunettes modernes sont nées. Les bourgeois quant à eux utilisent plutôt le binocle au XVIIe siècle puis le face à main au XVIIIe siècle, ce dernier étant concurrencé par le monocle et le pince-nez au XIXe siècle,. En France, sieur Thomin, miroitier lunetier parisien, fabrique en 1746 ces « lunettes à tempes » appelées « lunettes à tempes permettant de respirer à l'aise » car elles remplacent les pince-nez. Toutefois, leur pression provoque des maux de tête. En 1752, l'opticien anglais James Ayscough (en) crée les premières lunettes à verres teintés. Ce sont pour lui des lunettes correctrices et non des lunettes de soleil car il pensait que les teintes bleues ou vertes corrigeaient la vision. Elles sont munies de branches articulées par une charnière, ce qui diminue l'inconfort de la pression des branches sur le nez et les tempes. Ces lunettes dont les branches passent par-dessus les oreilles sont appelées « lunettes à oreilles ».

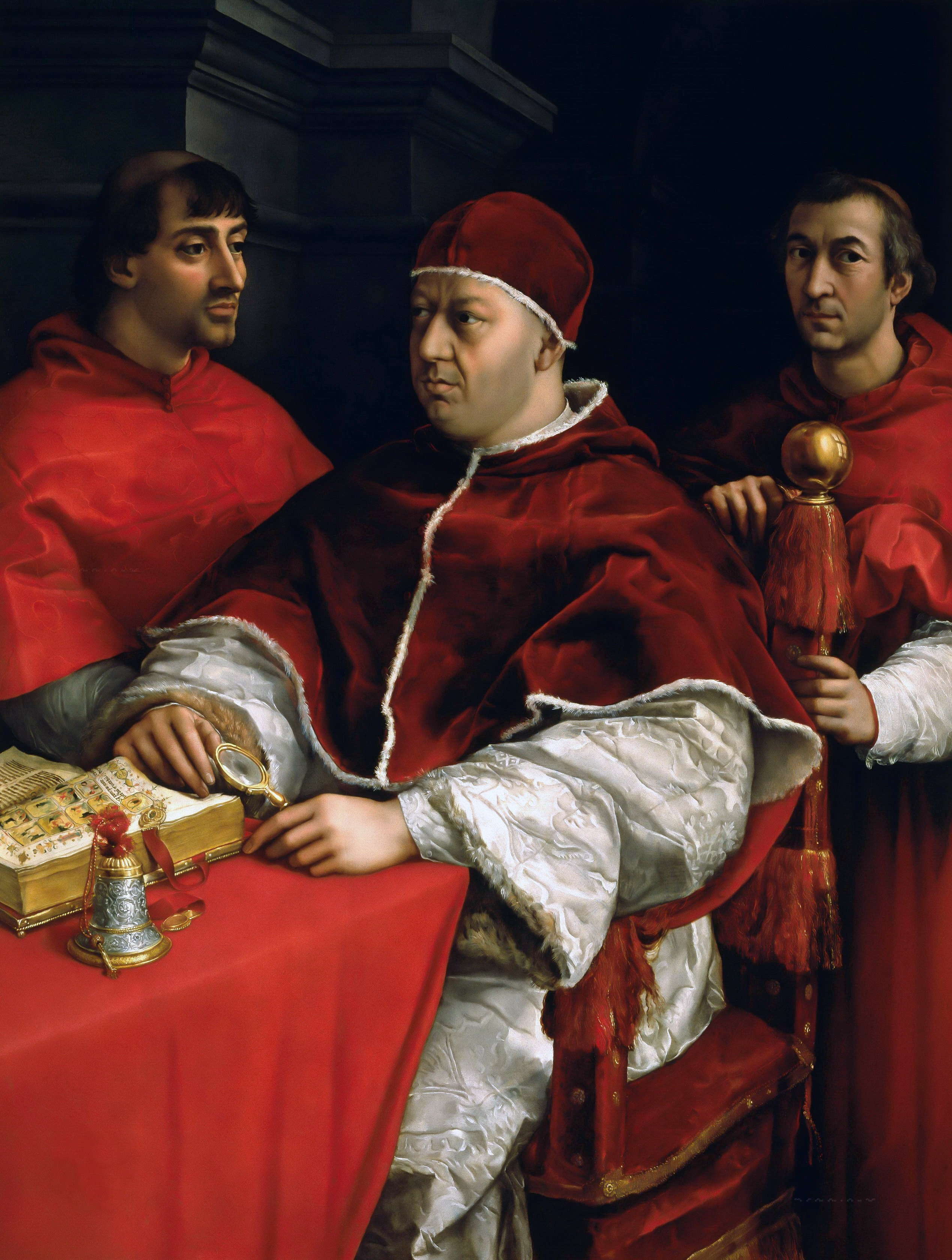
L'usage des lunettes séduit une large clientèle avant la fin du XVe siècle même si des personnalités font de la résistance (Pape Léon X portraituré avec une loupe à manche).
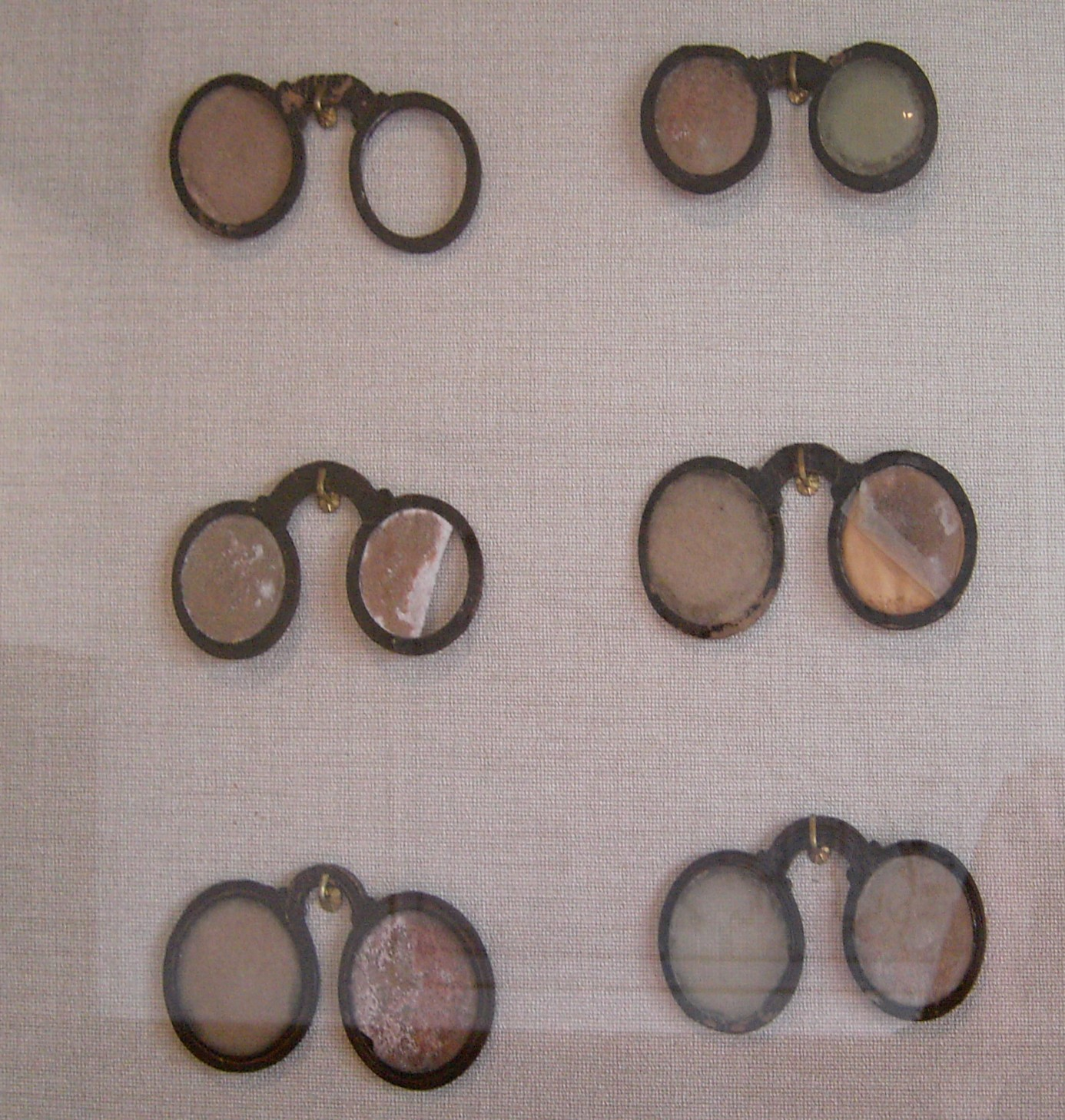
Lunettes du XVIe siècle.
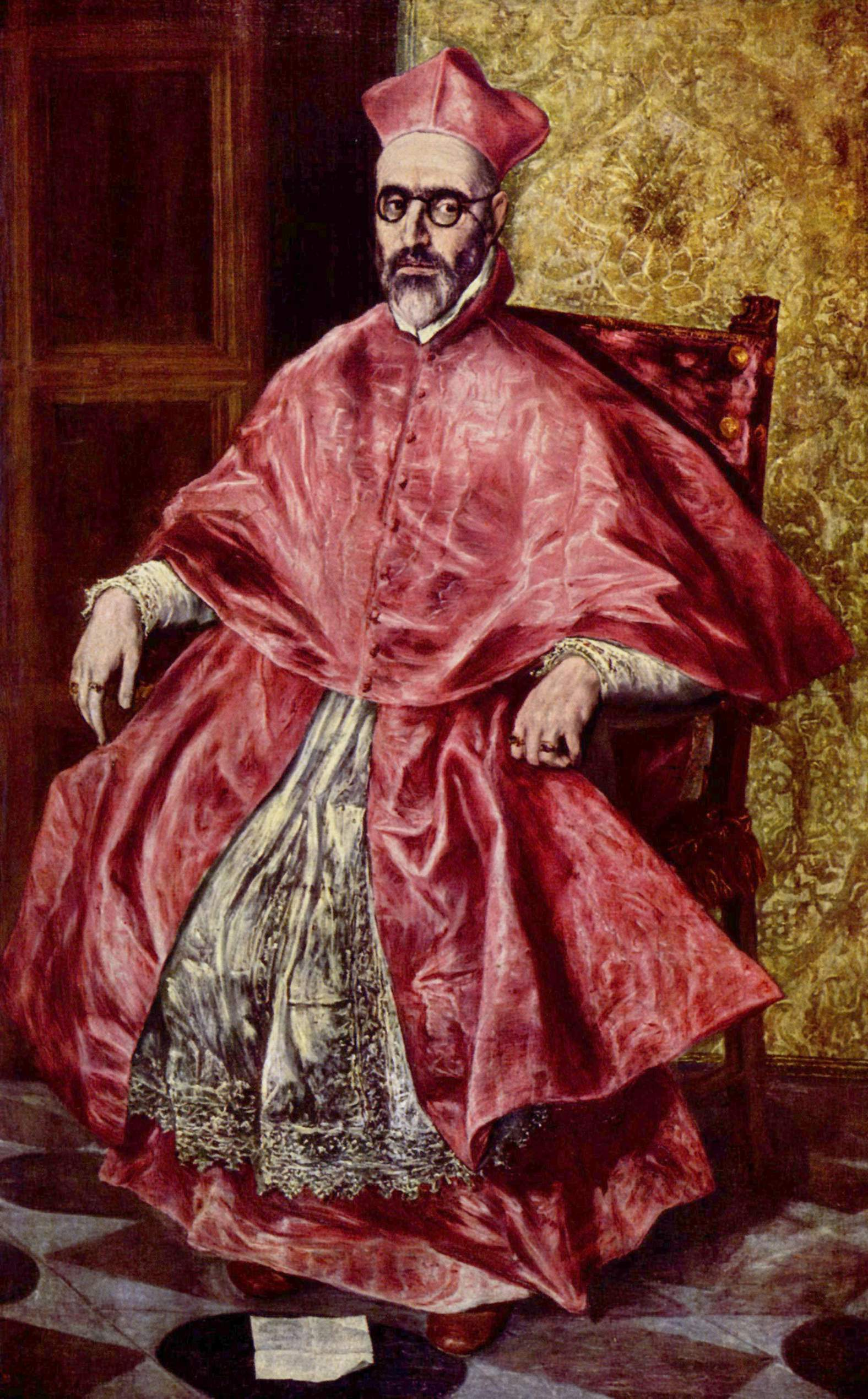
Cardinal Fernando Niño de Guevara (1600-1601) par El Greco. New York, Metropolitan museum of art.
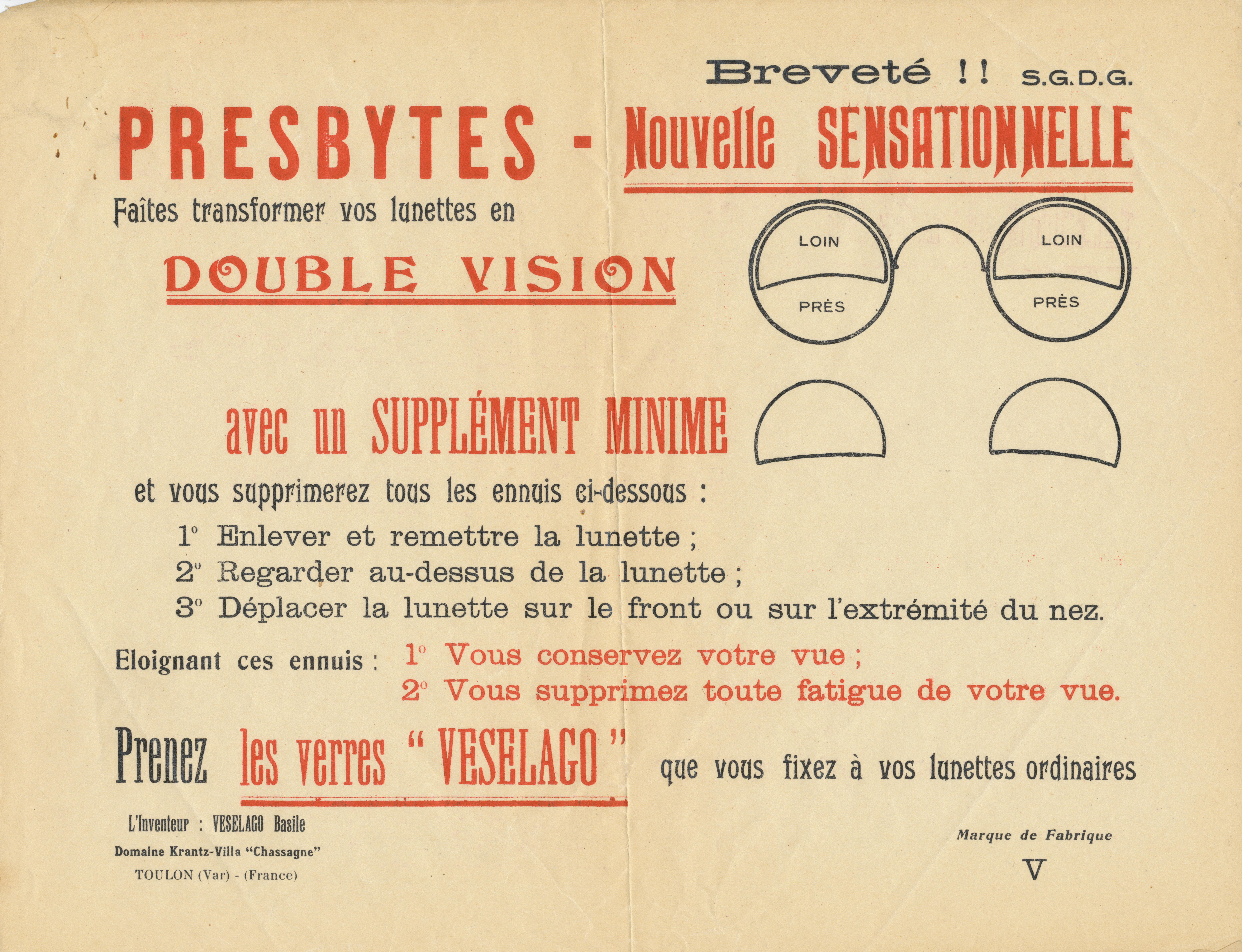
Publicité pour les lunettes bifocales Veselago.

Les verres étaient ronds jusqu'à la fin du XVIIIe siècle, qui voit alors se développer la mode des verres ovales venue d'Angleterre : plus petits et de meilleure qualité optique, ces verres allègent considérablement la monture. Les lunettes à double foyer sont créées en Angleterre à la fin du XVIIIe siècle. En 1796, Pierre-Hyacinthe Caseaux maître-cloutier à Morez s'inspire des Anglais qui produisent déjà des montures en métal et adapte des techniques propres à l'art du métal pour réaliser une fine monture : du fil de fer encercle les verres et des tenons (faisant également office de charnière) soudés de chaque côté des cercles de la monture sont traversés par une vis qui permet de serrer les cercles autour du verre. Ces lunettes « fils » ont un grand succès et Morez est depuis devenue la capitale de la lunetterie française, représentant à elle seule 55 % de son chiffre d'affaires. Ensemble, les villes de Morez et Oyonnax, cette dernière étant spécialisée dans les montures plastiques, représentent 80 % de la lunetterie française.
Au XIXe siècle, les lunettes se démocratisent mais sont encore jugées inesthétiques. Leur production en masse grâce à la mécanisation supplante désormais la fabrication artisanale jusqu'alors effectuée par des orfèvres et forgerons qui créaient des lunettes sur mesure ou en série et qui étaient vendues par des colporteurs. En 1825, le physicien George Airy invente les verres correcteurs corrigeant l'astigmatisme. Cinq cents ans après l'apparition des besicles fixées sur le nez, on voit apparaître aux alentours de 1840 des pince-nez plus légers. Portés par les femmes comme par les hommes, ces objets statutaires appelés aussi « lunettes en fil de fer de Nuremberg » sont populaires et portés jusque vers 1935. Les « lunettes à oreilles » sont vendues jusqu'en 1857, année au cours de laquelle l'opticien parisien Poulot invente le support nasal.
En 1959, Bernard Maitenaz crée Varilux, le premier verre progressif pour corriger la presbytie.
Au milieu des années 1950, le design fait son apparition dans le domaine de la lunetterie, qui fait alors appel aux plastiques dont le moulage et les propriétés se prêtent à l'inventivité des créateurs : la lunette n'est désormais plus simplement une prothèse médicale. Ce mouvement s'accentue dans les années 1980-1990, de nombreux designers lançant leur collection, et les lunettes deviennent un accessoire de mode, mêlant ergonomie et esthétique. Chaque année, les nouvelles collections de montures sont présentées lors de salons internationaux de l'optique, tels le SILMO à Paris ou le MIDO à Milan.
Avec le développement du dépistage, de la fatigue oculaire et le remboursement des lunettes par les mutuelles, leur marché est devenu important dans les pays développés. Ainsi, selon l'UFC-Que Choisir, en France, 13 millions de paires de lunettes sont vendues en 2012, représentant un marché de 4,7 milliards d'euros (1,38 milliard pour les montures et 3,29 pour les verres) avec une fréquence de renouvellement moyenne de 3,5 ans et des prix de vente représentant selon les équipements entre 2 et 3 fois leur prix d'achat par les magasins d'opticiens. Des niches à valeur ajoutée (options telles que verres durcis, amincis, traitement des verres antireflet, antisalissure, antibuée, anti-lumière bleue) ou le développement de nouvelles niches (lunettes pour enfants) font que le marché de l'optique pèse dix fois plus que les dépenses de santé ophtalmologique.

## Lunettes intelligentes
En Chine, certains agents de police utilisent des lunettes intelligentes disposant d’une caméra et de la reconnaissance faciale. Le système permet de reconnaître un suspect dans une foule et de consulter son activité sur internet.

## Dans la culture

### Représentations artistiques
Dès le Moyen Âge, cette nouveauté curieuse suscite des réactions illustrées  à partir du XVe siècle par les artistes qui témoignent de la relation d'ambivalence qu'entretiennent les hommes avec les besicles : manifestation enthousiaste de cette invention qui peut aller jusqu'à la fascination, mais aussi méfiance envers cet instrument quant à sa praticité et ses qualités optiques ; accessoire qui repose sur des bases scientifiques (optique physiologique) et techniques (art de tailler et polir le verre) mais dont les fabricants et les marchands sont souvent considérés comme des charlatans ; objet qui améliore la vue mais qui aussi la déforme, la trompe car son efficacité reste médiocre. Cette ambivalence explique que les lunettes sont associées aux représentations qui servent le prestige de leur porteur (hommes de savoir et de pouvoir) ou qui confirment la richesse, le sérieux ou l'acuité du regard dans certains métiers (notaires, orfèvres…). Inversement, elles sont aussi associées à des représentations qui ridiculisent des professions jugées peu dignes de confiance (usuriers cupides, médecins manquant de clairvoyance …), des personnages réels (rapacité de certains clercs selon leurs contempteurs, caricatures antisémites du XIXe siècle qui dépeignent les Juifs au nez crochu portant des lunettes censées signifier la fourberie…) ou imaginaires (diables, fous).
| |
| Dans L'Escamoteur de Jérôme Bosch (1502), le peintre représente un frère dominicain muni de besicles à pont rond, dérobe la bourse d'un bourgeois. |

|                                                                     |
| L'Excision de la pierre de Folie de Jan Sanders van Hemessen (1555) |

| |
| Caricature d'Alfred Naquet publiée dans La Libre Parole le 12 août 1893. L'homme politique juif est représenté les yeux perçants derrière les lunettes métalliques. |

### Évocation dans la littérature
- Dans le roman Sa Majesté des mouches, les lunettes du personnage de Porcinet jouent un rôle essentiel car elles constituent le seul moyen d'allumer un feu.
- Dans la pièce de théâtre Douze Hommes en colère, c'est à la suite de la remarque que le témoin oculaire a sur son nez les traces d'un port de lunettes et n'a donc pas pu voir nettement le crime jugé que les derniers jurés finissent par voter la non-culpabilité de l'accusé[34].
- Dans son roman Le Nom de la rose, dont l'action se déroule au début du XIVe siècle, Umberto Eco décrit sans la nommer une paire de lunettes dans un contexte où personne hormis le narrateur et Guillaume de Baskerville n'en a vu[35]:

« C'était une fourche construite de manière à pouvoir tenir sur le nez d'un homme […] comme un cavalier se tient sur la croupe d'un cheval ou un oiseau sur un juchoir. Et de chaque côté de la fourche, de façon à correspondre aux yeux, s'arrondissaient deux cercles ovales de métal, qui enserraient deux amandes de verre épaisses comme des fonds de chope. Guillaume lisait de préférence avec cela sur les yeux, et disait y voir mieux que nature ne l'avait doué, ou que son âge avancé, surtout au déclin du jour ne lui permettait. Ces verres ne lui servaient pas à voir de loin, car son regard était des plus aigus, mais à voir de près. Grâce à eux il pouvait lire des manuscrits aux lettres minuscules, que je peinais presque à déchiffrer moi-même. »